# Cucullia bubaceki
Cucullia bubaceki är en fjärilsart som beskrevs av Baldwin Martin Kittel 1925. Cucullia bubaceki ingår i släktet Cucullia och familjen nattflyn. Inga underarter finns listade i Catalogue of Life.